# Экспертиза перевода
Экспертиза перевода — систематическое изучение, экспертное оценивание и интерпретация различных аспектов переведенных работ. Она представляет собой междисциплинарную научную область, тесно связанную с литературной критикой и переводоведением. Экспертиза перевода включает в себя проверку и оценку студенческих переводов, а также проверку опубликованных переводов.

## Описание
Понятие «экспертиза перевода» имеет следующие значения:
1. Оценка качества текста перевода, особенно его семантической и прагматической эквивалентности относительно текста оригинала.
2. Оценка процесса, которому следует переводчик, с целью перевода текста.
3. Часть переводоведения, занимающаяся в основном:
  - характером и целями экспертизы перевода,
  - оценкой проблем экспертизы перевода,
  - определением действенных критериев и процедур экспертизы перевода в соответствии с его целями[3].

Одной из целей экспертизы перевода является повышение уровня знаний о сложностях, возникающих в процессе перевода, и изучение того, достиг ли переводчик своих целей или нет. Вопрос о том, следует ли рассматривать экспертизу перевода как отдельную область исследования переводоведения, является предметом некоторых разногласий.
Профессиональные и непрофессиональные переводчики, занимающиеся художественным переводом, неизбежно сталкиваются с проблемой качества перевода. Экспертиза перевода имеет несколько нерешенных вопросов, таких как название практики оценки переводов и критерии оценки, каждый из которых заслуживает подробного изучения.
В качестве перевода может быть изучен художественный текст, в первую очередь, не для того, чтобы оценить его, а для того, чтобы понять, как соотносится текст с оригиналом. Это достигается с помощью изучения интерпретирующего потенциала, который является результатом принятых переводческих решений. При сравнении различных переводов одного и того же текста оригинала должны использоваться результаты анализа для построения гипотезы о каждом переводе. Для данного анализа важны такие критерии, как «дивергентное сходство», «относительная дивергенция», «радикальная дивергенция» и «адаптация».
Одним из наиболее авторитетных авторов в этой области был Антуан Берман, который утверждал, что может быть много различных методов для экспертизы перевода, поскольку существует много теорий перевода. Поэтому он создал собственную модель в качестве аналитического курса, который может изменяться в соответствии с конкретными целями каждого аналитика и адаптироваться под все стандартизированные тексты. Далее он настаивает на том, что каждый переводчик должен сначала разработать переводческий проект, прежде чем приступить к самому процессу перевода.
И хотя это является спорным вопросом, можно сказать, что экспертиза перевода требуется. Например, в Турции, с момента создания бюро переводов в 1940 году, турецкая литературная система значительно пополнялась переводами с различных языков, и переводческая деятельность оценивалась писателями, переводчиками и критиками. Гидеон Тури предложил методологию дескриптивного переводоведения. Согласно данной методологии, Тури предполагает, что переводчики должны постоянно принимать решения в процессе перевода. Иными словами, учёные, работающие в рамках этой парадигмы, утверждают, что переводы должны описываться в соответствии с нормами текста перевода, являющиеся действительными в определённое время и место, а также сравниваться с их оригиналами с тем, чтобы провести объективную экспертизу перевода, опираясь на теории перевода (Тури 1980: 73).